# 제59회 프라임타임 에미상
제59회 프라임타임 에미상은 2007년 9월 16일에 열린 시상식이다.

## 수상 및 후보

### TV 드라마-남우주연상
- 보스톤 리걸 - 제임스 스페이더 수상
- 24 - 키퍼 서덜랜드
- 하우스 M.D. - 휴 로리
- 레스큐 미 - 데니스 리어리
- 소프라노스 - 제임스 갠돌피니

### TV 드라마-여우주연상
- 브라더스 앤 시스터스 - 샐리 필드 수상
- 법과 질서 - 성범죄 수사대 - 마리스카 하지테이
- 미디엄 - 패트리샤 아퀘트
- 클로저 - 카이라 세드윅
- 더 리치스 - 미니 드라이버
- 소프라노스 - 에디 팔코

### TV 코미디-남우주연상
- 엑스트라(영어판) - 릭키 제바이스 수상
- 30 락 - 알렉 볼드윈
- 탐정 몽크 - 토니 샬호브
- 오피스 - 스티브 카렐
- 투 앤 어 하프 멘 - 찰리 쉰

### TV 코미디-여우주연상
- 어글리 베티 - 아메리카 페레라 수상
- 30 락 - 티나 페이
- 위기의 주부들 - 펠리시티 허프만
- 뉴 어드벤처 오브 올드 크리스틴 - 줄리아 루이스 드레이퍼스
- 위즈 - 메리-루이스 파커

### TV 미니시리즈,영화-남우주연상
- 브로큰 트레일 - 로버트 듀발 수상
- Jesse Stone: Sea Change - 톰 셀렉
- 롱포드 - 짐 브로드벤트
- 나이트메어 앤 드림스케이프 - 윌리암 H. 머시
- 론 클락 스토리 - 매튜 페리

### TV 미니시리즈,영화-여우주연상
- 프라임 서스펙트 - 헬렌 미렌 수상
- 라이프 서포트 - 퀸 라티파
- The Robber Bride - 메리-루이스 파커
- 스타터 와이프 - 데브라 메싱
- What If God Were The Sun - 제나 로우랜즈

### TV 드라마-남우조연상
- 로스트 - 테리 오퀸 수상
- 보스톤 리걸 - 윌리암 샤트너
- 그레이 아나토미 - T.R. 나이트
- 히어로즈 - 마시 오카
- 로스트 - 마이클 에머슨
- 소프라노스 - 마이클 임페리올리

### TV 드라마-여우조연상
- 그레이 아나토미 - 캐서린 헤이글 수상
- 브라더스 앤 시스터스 - 레이첼 그리피스
- 그레이 아나토미 - 산드라 오
- 그레이 아나토미 - 챈드라 윌슨
- 소프라노스 - 아이다 터터로
- 소프라노스 - 로레인 브라코

### TV 코미디-남우조연상
- 안투라지 - 제레미 피번 수상
- 안투라지 - 케빈 딜론
- 하우 아이 멧 유어 마더 - 닐 패트릭 해리스
- 오피스 - 레인 윌슨
- 투 앤 어 하프 멘 - 존 크라이어

### TV 코미디-여우조연상
- 내 이름은 얼 - 제이미 프레슬리 수상
- 오피스 - 제나 피셔
- 투 앤 어 하프 멘 - 콘처터 페렐
- 투 앤 어 하프 멘 - 홀랜드 테일러
- 어글리 베티 - 바네사 윌리암스
- 위즈 - 엘리자베스 퍼킨스

### TV 미니시리즈,영화-남우조연상
- 브로큰 트레일 - 토마스 헤이든 처치 수상
- Bury My Heart At Wounded Knee - 오거스트 쉘렌버그
- Bury My Heart At Wounded Knee - 에이단 퀸
- The Christmas Card - 에드워드 애스너
- 스타터 와이프 - 조 맨테그나

### TV 미니시리즈,영화-여우조연상
- 스타터 와이프 - 주디 데이비스 수상
- Bury My Heart At Wounded Knee - 안나 파킨
- 롱포드 - 사만다 모튼
- 쓰나미 - 토니 콜렛

### TV 드라마-감독상
- 소프라노스 - 앨런 테일러 수상
- 별들의 전쟁(영어판) - Felix Alcala
- 보스톤 리걸 - 빌 델리아
- 프라이데이 나잇 라이트 - 피터 버그
- 히어로즈 - David Semel
- 로스트 - 잭 벤더
- 스튜디오 60 - 토머스 쉬라미

### TV 드라마-각본상
- 소프라노스 - 데이빗 체이스 수상
- 별들의 전쟁(영어판) - 로널드 D. 무어
- 로스트 - Damon Lindelof
- 로스트 - Carlton Cuse
- 소프라노스 - Matthew Weiner
- 소프라노스 - Terence Winter

### TV 코미디-감독상
- 어글리 베티 - Richard Shepard 수상
- 안투라지 - 줄리언 파리노
- 엑스트라(영어판) - 스티븐 머천트
- 오피스 - 켄 콰피스
- 스크럽스 - 윌 맥켄지
- 30 락 - Scott Ellis

### TV 코미디-각본상
- 오피스 - 그렉 다니엘스 수상
- 엑스트라(영어판) - 스티븐 머천트
- 오피스 - 마이클 슈어
- 30 락 - 티나 페이
- 30 락 - Robert Carlock
- 엑스트라(영어판) - 릭키 제바이스

### TV 미니시리즈,영화-감독상
- 프라임 서스펙트 - 필립 마틴 수상
- 브로큰 트레일 - 월터 힐
- Bury My Heart At Wounded Knee - Yves Simoneau
- 제인 에어 - 수잔나 화이트
- 쓰나미 - 바랫 낼러리

### TV 미니시리즈,영화-각본상
- 프라임 서스펙트 - 프랭크 디시 수상
- 브로큰 트레일 - Alan Geoffrion
- Bury My Heart At Wounded Knee - Daniel Giat
- 제인 에어 - 샌디 웰치
- 스타터 와이프 - 조산느 맥기본
- 스타터 와이프 - 사라 패리엇

### TV 버라이어티,음악,코미디-감독상
- Tony Bennett: An American Classic - Rob Marshall 수상
- 아메리칸 아이돌 - 브루스 고워스
- The Colbert Report - Jim Hoskinson
- The Daily Show With Jon Stewart - Chuck O’Neil
- Saturday Night Live - Don Roy King

### TV 드라마-최우수작품상
- 소프라노스 - 다니엘 아티아스 외 다수 수상
- 보스톤 리걸 - 앨리슨 리디 외 다수
- 그레이 아나토미 - 존 데이비드 콜즈 외 다수
- 히어로즈 - 그렉 비먼 외 1명
- 하우스 M.D. - 빌 존슨 외 다수

### TV 코미디-최우수작품상
- 30 락 - 아담 번스타인 수상
- 안투라지 - 아담 번스타인 외 다수
- 오피스 - 에이미 헥커링 외 다수
- 투 앤 어 하프 멘 - 앤디 애커먼
- 어글리 베티 - 사라 피아 앤더슨

### TV 미니시리즈-최우수작품상
- 브로큰 트레일 - 월터 힐 수상
- 프라임 서스펙트 - 필립 마틴
- 스타터 와이프 - 존 애브넷

### TV 버라이어티,음악,코미디-최우수작품상
- THE DAILY SHOW WITH JON STEWART - Jon Stewart 외 다수 수상
- Tony Bennett: An American Classic - Rob Marshall 수상

### TV 리얼리티 경쟁-최우수작품상
- THE AMAZING RACE - Jerry Bruckheimer 외 다수